# Tobin Marks
Tobin Jay Marks (Washington, D.C., 25 de novembro de 1944) é um químico estadunidense.